# 냉동 반죽
냉동 반죽은 제빵 과정에서 반죽 준비와 베이킹 과정을 분리하기 위해 냉동된 반죽이다 (냉동하지 않으면 반죽은 준비된 후 빨리 사용해야 한다). 냉동 반죽은 가정용 베이킹과 소규모 베이커리, 특히 슈퍼마켓 델리에서 미리 만들어진 반죽을 사용하여 베이킹하는 간단함 때문에 사용되며, 특히 더 복잡한 제품(데니시 페이스트리, 크루아상)에 많이 사용된다. 냉동 반죽의 저장 기간은 제한적이지만, 제조 기술의 개선으로 인해 지속적으로 늘어나고 있다. 2013년 기준으로 16주 저장 기간이 일반적이었다 (린 반죽은 더 빨리 품질이 저하된다).

## 역사
냉동 반죽의 상업적 제조는 1945년에 시작되었지만, 초기 반죽 냉동 시도는 기대 이하의 성능을 보였다 (발효 가스 생성 능력 감소로 인한 낮은 베이킹 팽창과 불규칙한 내부 구조). 재료 개선과 냉동, 해동 및 발효 기술의 발전으로 두 가지 주요 품질 저하 원인이 줄어들었다. 그 원인은 발효 미생물의 세포막 손상과 낮은 온도에서 가스의 높은 용해도로 인해 반죽 내부의 이산화 탄소(CO
2) 기포가 붕괴되는 현상이다.

## 제조
냉동 중 효모를 보존하기 위해 효모 제조업체는 특별한 내한성 균주를 생산한다. 이 과정은 일반적으로 세포막 건강을 보호하기 위해 건조 효모("활성 건조" 및 "인스턴트") 대신 크림 또는 크럼블 제제를 사용하는 것을 선호한다. 반죽 형성 후 CO
2 기포의 크기를 줄이기 위해 급속 냉동을 빠르게 수행한다. -18 °C에서 -23 °C 범위의 일정한 온도에서 보관하면 해동-재냉동 주기로 인해 발생할 수 있는 손상을 방지할 수 있다.
냉동 반죽의 배합에는 종종 SSL(스테아로일 락틸산나트륨) 및 DATEM과 같은 강화제가 포함된다. 보관 중에 죽는 효모의 자기소화는 글루타티온을 방출하므로, 브롬산 칼륨과 같은 산화제와 아스코르브산이 상당한 양(미국에서는 각각 30-50ppm 및 100Ppm)으로 첨가된다. 많은 국가에서는 브롬산 칼륨의 사용을 허용하지 않으므로, 21세기 초에는 지질산소화효소 효소가 유일한 실질적인 대안으로 남았다.

## 사용
사용하기 전에 냉동 반죽은 탈수를 피하면서 1 °C에서 4 °C의 온도로 천천히(12-18시간) 해동된다. 해동 후 반죽은 일반 반죽보다 약 50% 더 긴 발효 과정을 거치며, 최대 1+1⁄2시간이 소요된다. 냉동 반죽으로 만든 제품의 베이킹은 일반 반죽과 다르지 않다.

## 같이 보기
- 파베이킹, 부분적으로 구운 빵을 냉동하는 것